# Yayo Herrero
Pour les articles homonymes, voir Herrero.
Yayo Herrero López, née à Madrid en 1965, est une anthropologue, ingénieure, professeure et militante écoféministe espagnole. 
Elle est l'une des chercheuses les plus influentes du mouvement écoféministe et écosocialiste au niveau européen.

## Biographie
Yayo Herrero est diplômée en anthropologie sociale et culturelle, en éducation sociale, en sciences de l'éducation et ingénieure en techniques agricoles de l'Université polytechnique de Madrid.
Coordinatrice en Espagne du mouvement Écologistes en action, elle est une grande défenseuse des Droits humains et de l'écologie sociale. 
De janvier 2012 à août 2018, elle est directrice générale de la Fondation FUHEM.
Elle est actuellement professeure de l'Université nationale d'enseignement à distance et collabore à différents médias, comme eldiario.es.

## Recherche
L’objet de sa recherche est orienté vers la crise écologique actuelle que subit la planète en raison du développement de la production capitaliste. Elle défend l'idée que dans un monde physiquement limité, une croissance indéfinie n'est pas viable. 
Elle dénonce le modèle économique contemporain qui contraint les professions indispensables à la vie humaine, comme celles liées à la santé ou à la production agricole, à rester très précaires et mal rémunérées.
Elle propose une transition vers un modèle économique différent, inclusif et compatible avec les capacités de régénération de la nature.